# Geranomyia trichomera
Geranomyia trichomera är en tvåvingeart som först beskrevs av Alexander 1939.  Geranomyia trichomera ingår i släktet Geranomyia och familjen småharkrankar. Inga underarter finns listade i Catalogue of Life.